# Крваво просто
Крваво просто (енгл. Blood Simple) је амерички филм снимљен 1984. у режији Џоела и Итана Коена. Главне улоге тумаче Џон Гец, Франсес Макдорманд, М. Емет Волш и Ден Хедаја.
Филм је по изласку примио похвале, посебно међу „лијево оријентисаним“ гледаоцима, те освојио награде за Џоелову режију на фестивалу у Санденсу и награду Independent Spirit („независан дух“).

## Радња
Смјештен у Тексасу, филм говори о сналажљивом, љигавом власнику бара који унајмљује приватног детектива да му убије жену и њеног љубавника. У овом филму видљиви су многи елементи који ће браћа користити у својим сљедећим радовима: њихове властите скривене референце на друге филмске жанрове (у овом случају црно-бијели филм и хорор) и интелигентни заплет унутар једноставне приче; њихов мрачно инвентивни и помакнути смисао за хумор, те мајсторско стварање атмосфере.

## Улоге
| Глумац             | Улога            |
| ------------------ | ---------------- |
| Џон Гец            | Реј              |
| Франсес Макдорманд | Аби              |
| Ден Хедаја         | Џулијан Марти    |
| М. Емет Волш       | Лорен Висер      |
| Сем-Арт Вилијамс   | Морис            |
| Дебора Њуман       | Дебра            |
| Ракел Гавија       | власница земље   |
| Ван Брукс          | човек из Лубока  |
| Сењор Марко        | господин Гарсија |